# ヒルベルト・ガルシア・オラルテ
ヒルベルト・ガルシア・オラルテ（スペイン語: Gilberto García Olarte、1987年1月27日 - ）は、コロンビアの元サッカー選手。元コロンビア代表。現役時代のポジションはDF。

## クラブ歴
2006年にデポルテス・トリマで選手となり、多数のクラブに期限付き移籍した。2013年にオンセ・カルダスに移籍し、レアル・バリャドリード、インデペンディエンテ・メデジンに期限付き移籍。2015年にアトレティコ・ナシオナルに移籍し、コパ・リベルタドーレス2016を制した。

## 代表歴
2012年10月16日のカメルーン代表との親善試合でフル出場し代表初出場。